# Loingkanalen

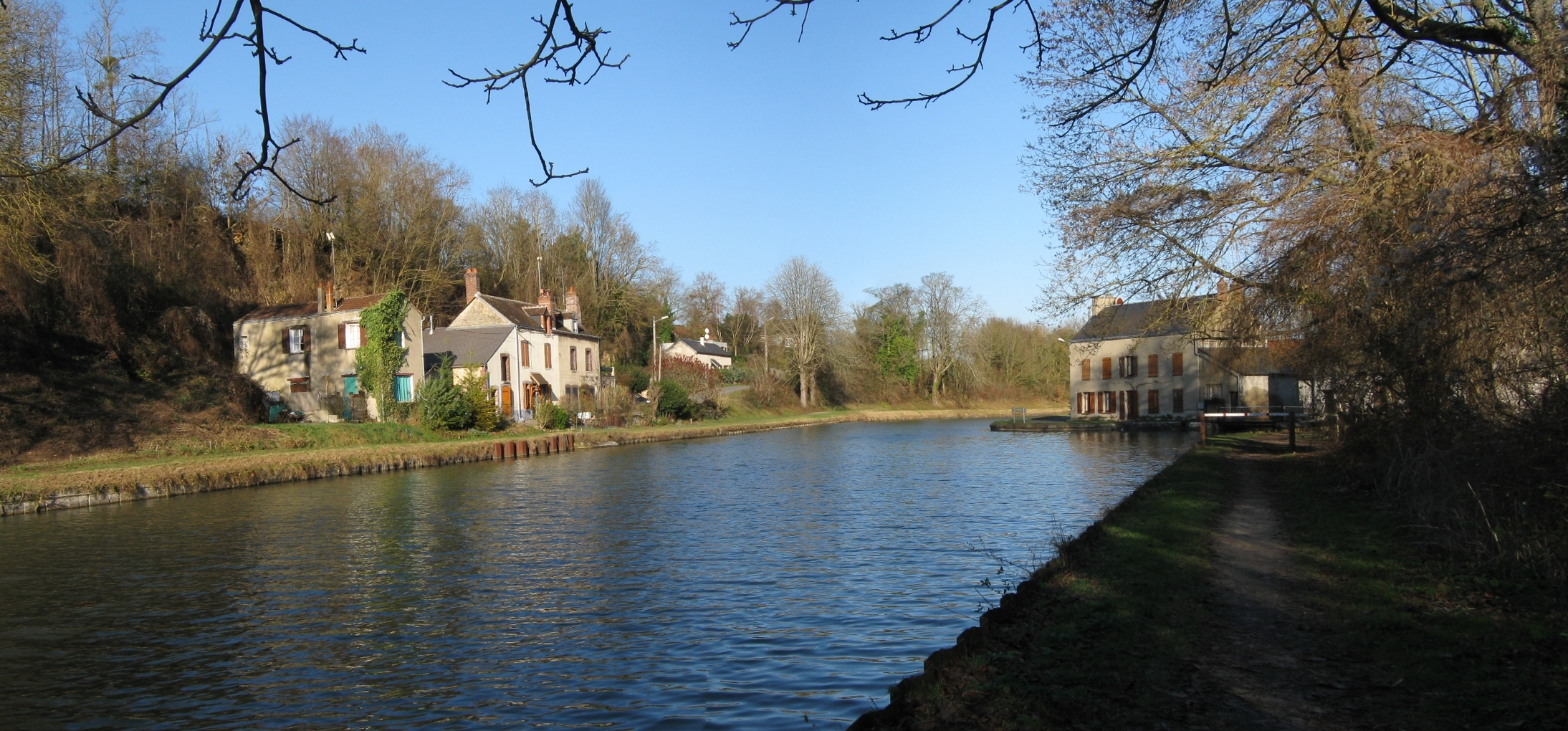
Loingkanalen vid Cepoy.

Loingkanalen är en 49,4 kilometer lång kanal längs floden Loing i regionen Île-de-France i Frankrike. Den ingår i den kedja av kanaler som förbinder floden Seine med Saône och Rhône.
Loingkanalen har 18 slussar, som är 5,2 meter breda och 39,1 meter långa, och en total lyfthöjd på 38 meter. Den byggdes 1723 och används fortfarande i viss utsträckning av flodbåtar mellan Seine och Rhône samt för nöjestrafik. Fri segelhöjd är 3,5 meter och största tillåtna djupgående är 1,8 meter. Kanalen utnämndes till Monument historique år 1994.

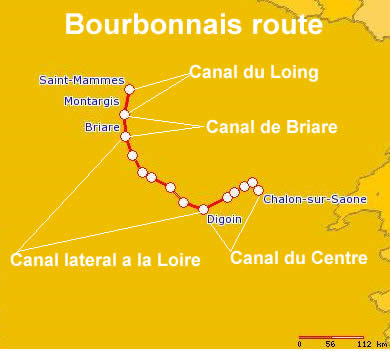
Kanalsystemet med Loingkanalen.

Den franske konstnären Alfred Sisley har målat många motiv från kanalen.

## Galleri

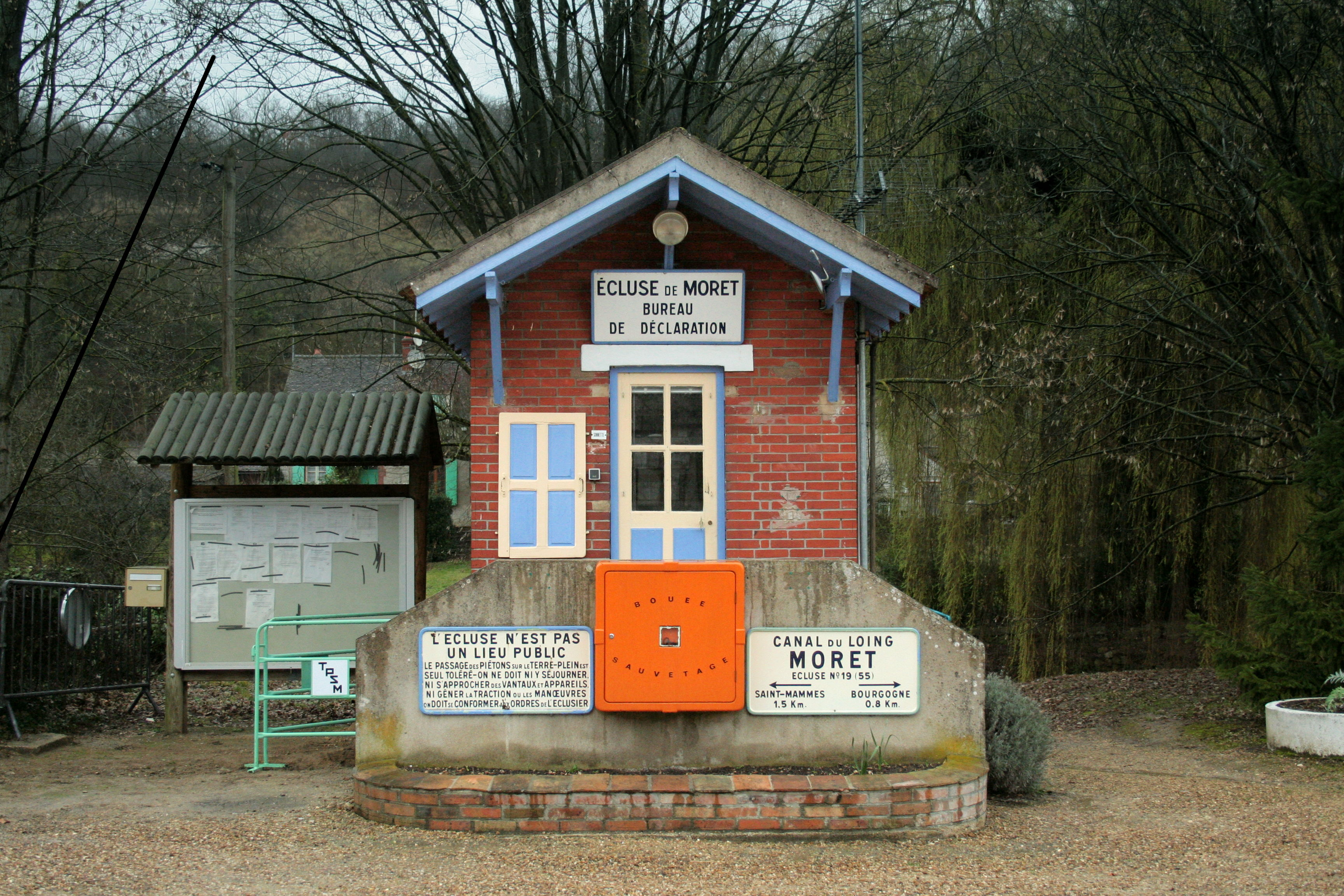
Slussvaktskur.
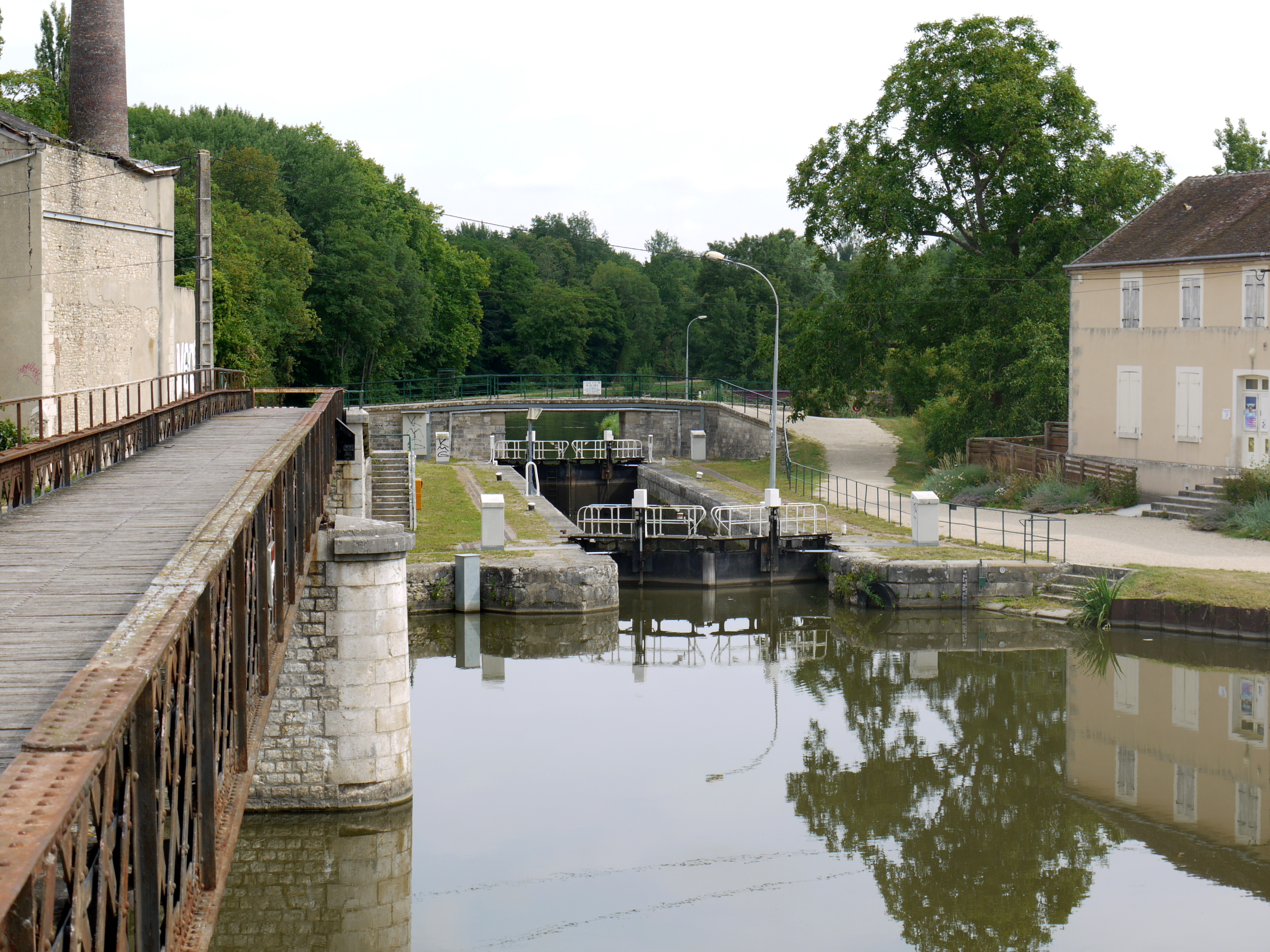
Sluss vid korsningen med Briarkanalen.
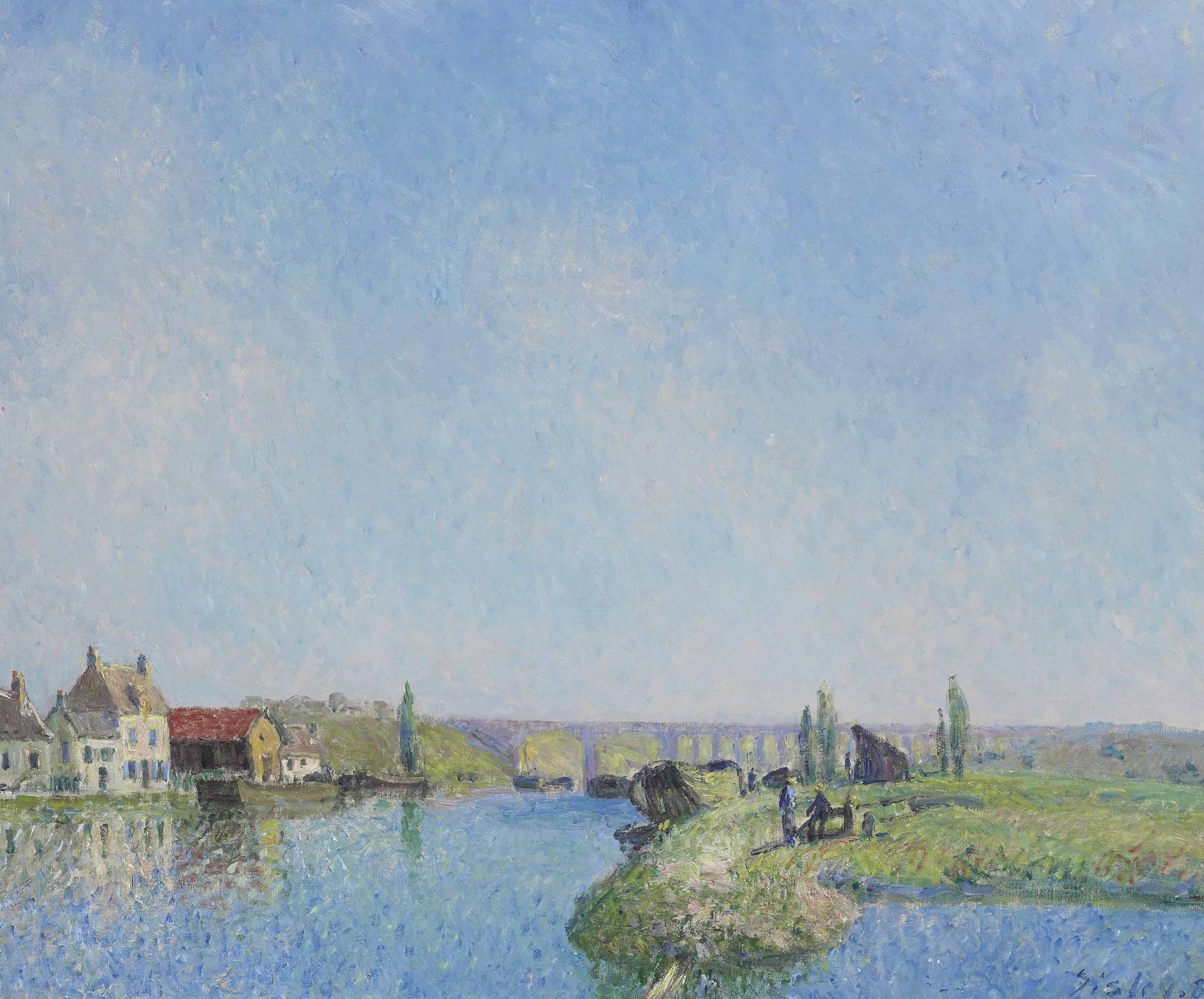
Loingkanalen av Alfred Sisley, 1892.